# Dinocephalia
Dinocephalia ou Dinocefálios são um grupo de animais que estão entre os primeiros indivíduos da ordem therapsida e que surgiram no Pérmico médio, ainda que logo se extinguiram sem deixar descendentes.

## Descrição
Além dos Biarmosuchia e dos Eotitanosuchidae, os Dinocephalias são os menos avançados entre os terapsídeos, embora sejam especializados à sua própria maneira. Eles mantêm uma série de características primitivas (por exemplo, não tem palato secundário, dentição pequena) compartilham de muitas caracteristicas de seus ancestrais os pelicossauros, embora eles sejam mais avançados e possuiam adaptações dos therapsida como a expansão do ílio e os membros mais eretos. Eram carnívoros, herbívoros e onívoros. Alguns eram semi-aquáticos e outros totalmente terrestres e estavam entre os maiores animais do período Permiano, apenas o maior dos Caseidaes e Pareiassauros rivalizavam ou mesmo ultrapassavam o seu tamanho.
Todos os Dinocephalia são famosas por terem incisivos interligados permitindo um contato de ruptura entre os dentes superiores e inferiores. Nas formas mais avançadas, as laterais dos dentes incisivos se reuniam para formar uma superfície de britagem, quando as mandíbulas eram fechadas, permitiam  que matériais vegetais fosse triturado.
Muitos Dinocephalia desenvolveram paquiostosis nos ossos do crânio, que parece ter sido uma adaptação para lutas com golpes de cabeça, talvez por território ou por uma companheira. Nos Estemmenosuchus e Styracocephalus há estruturas como chifre que evoluíram independentemente em cada caso.
Dinocephalia são extraordinários pelo seu tamanho. O maior herbívoros (Tapinocephalus) e onívoros (Titanosuchus), pode ter até duas toneladas de peso e tinham cerca de 4,5 metros de comprimento, enquanto os maiores carnívoros (como o Titanophoneus e o Anteosaurus) eram longos, com crânios pesados e com 80 cm de comprimento e pesavam cerca de meia tonelada.

## História evolutiva
O Dinocephalia evoluiram de um therapsida chamado pelicossauro que viveu no final do Cisuraliano. Estes animais irradiaram à custa da morte dos pelicossauros, que dominaram durante a primeira parte do Permiano. Durante o início do Capitaniano, os Dinocephalia avançados irradiaram para um grande número de formas herbívoras, representando uma megafauna diversa. Isto é bem conhecido da Zona de Tapinocephalus no território Sul Africano do Karoo. Pouco depois, no auge de sua diversidade, os Dinocephalia de repente desapareceram. A razão para a sua extinção não é clara. Eles foram substituídos por Therapsidas muito menores: Dicinodontes herbívoros e carnívoros como os biarmosuchianos, Gorgonopsia e therocephalia.

## Taxonomia

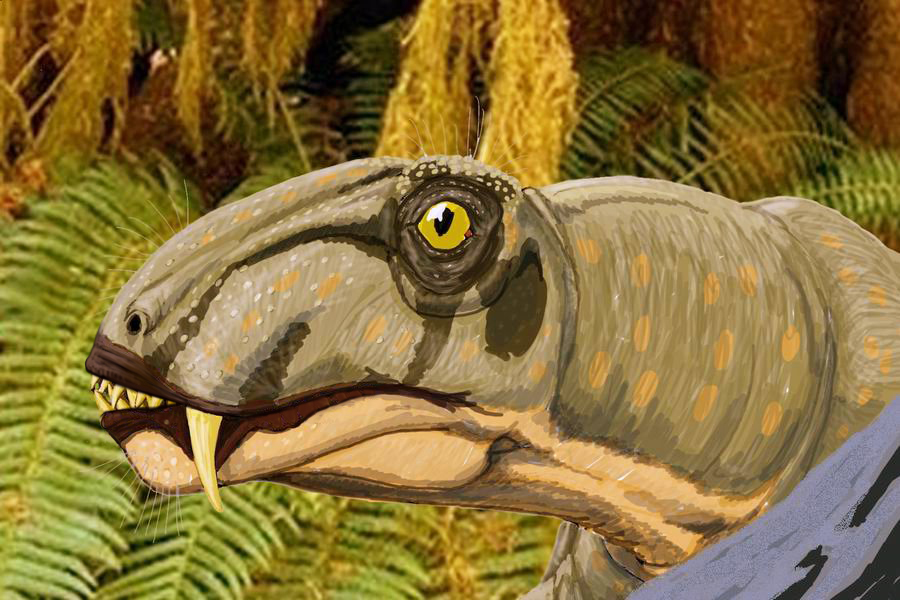
Cabeça do Stenocybus.

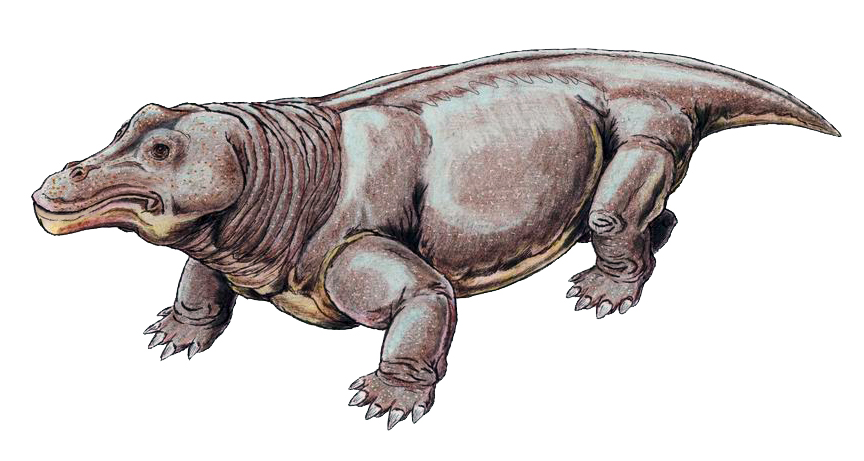
Struthiocephalus.

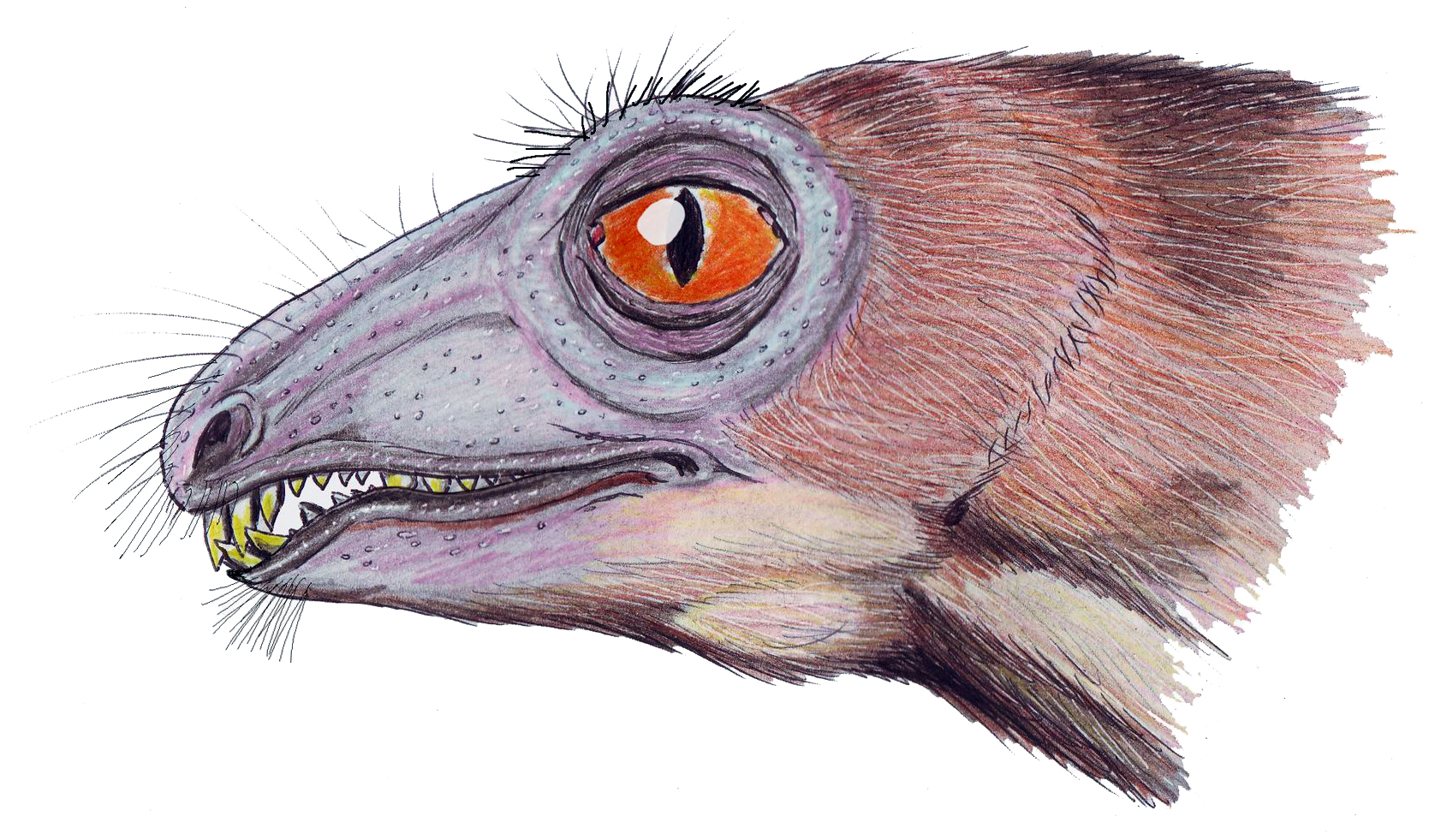
Niaftasuchus.

Fizeram-se recentes descobrimentos entre as relações dos membros deste grupo, pelo que a seguinte clasificação ainda é provisória:
- CLASSE SYNAPSIDA
  - Ordem THERAPSIDA
    - Subordem DINOCEPHALIA
      - ? Rhopalodon
      - ? Família Phreatosuchidae
        - Phreatosuchus
        - Phreatosaurus

      - Família Estemmenosuchidae
        - Estemmenosuchus
          - Estemmenosuchus uralensis
          - Estemmenosuchus mirabilis

      - Stenocybus
      - Anteosauria
        - Família Brithopodidae / Anteosauridae
          - Brithopus
          - Família Syodontidae
            - Syodon
            - Australosyodon

          - Deuterosaurus
          - Titanophoneus
          - Subfamília Anteosaurinae (ou Tribo Anteosaurini)
            - Anteosaurus
            - Doliosauriscus

      - Tapinocephalia
        - Styracocephalus
        - Família Titanosuchidae
          - Titanosuchus
          - Jonkeria

        - Família Tapinocephalidae
          - Tapinocanius
          - Ulemosaurus
          - Moschops
          - Struthiocephalus
          - Tapinocephalus

### Em inglês
- Dinocephalia - Palaeos